# ريجبي (شخصية خيالية)
ريجبي أو ريغبي أو ريكبي (بالإنجليزية: Rigby)‏ هو شخصية خيالية وأحد الشخصيات الرئيسية في مسلسل الرسوم المتحركة الشهير العرض العادي الذي أبتكره جاي جي كوينتيل وأنتجته كرتون نتورك. ريجبي هو راكون يبلغ من العمر 23 عامًا ويعمل كعامل في متنزه وصديقه المفضل هو مورديكاي ومعا يكونان الشخصيتان الرئيسيتان في المسلسل، وريجبي موجود في قائمة أفضل 100 شخصية من كرتون نتورك.